# Slovenj Gradec
Slovenj Gradec (en allemand : Windischgraz, auparavant Windischgrätz, qui signifie « château fort slovène » ) est une commune urbaine de la région de Basse-Styrie au nord de la Slovénie, proche de la frontière autrichienne.

## Géographie
La ville se situe dans la vallée de la rivière Mislinja, affluent de la Meža, séparant les massifs des Karavanke à l'ouest et du Pohorje à l'est. Elle est localisée à environ 45 km à l'ouest de Maribor et à 65 km au nord-est de Ljubljana. Les communes voisines de Dravograd, Ravne na Koroškem et Črna na Koroškem appartiennent à la région historique de Carinthie.

### Villages
Les villages qui composent la commune sont Brda, Gmajna, Golavabuka, Gradišče, Graška Gora, Legen, Mislinjska Dobrava, Pameče, Podgorje, Raduše, Sele, Slovenj Gradec, Spodnji Razbor, Stari trg, Šmartno pri Slovenj Gradcu, Šmiklavž, Tomaška vas, Troblje, Turiška vas, Vodriž, Vrhe et Zgornji Razbor.

## Histoire
Des découvertes archéologiques furent faites au village de Legen et attestèrent alors du peuplement à la période néolithique ; des autres pièces remontent à la culture de Hallstatt du début de l'âge du fer jusqu'à la fin du VIIe siècle av. J.-C. À l'époque romaine, la station routière de Collatio surgi sur la voie de Celeia (Celje) à Virunum.
Le village de Stari trg (en allemand : Altenmarkt), situé au-dessus de l'ancienne station de Collatio, était déjà peuplé au début du Moyen Âge. Une cour seigneuriale a donc dû exister à cette époque, situé à un point stratégique tout près de la frontière entre le duché de Carinthie et de la marche de Styrie. Au XIIe siècle, ce château était la possession de la noble famille d'Andechs, ducs de Méranie. C'est dans cette période, vers l'an 1180, que l'actuelle cité de Gradec a été fondée dans la vallée de la Mislinja ; elle devint le siège ancestral de la famille de Windisch-Graetz. 

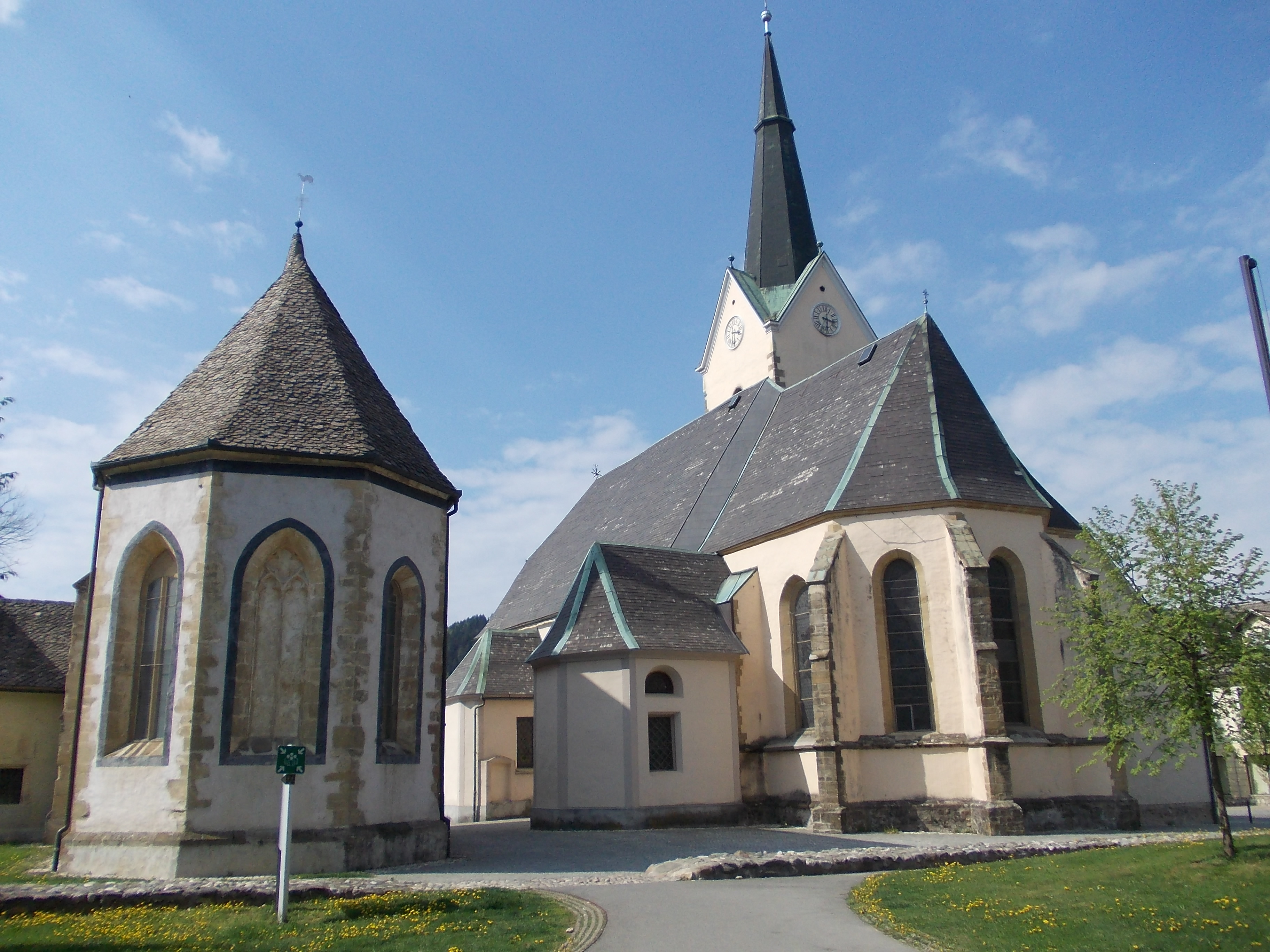
L'église paroissiale.

Après l'extinction de la dynastie d'Andechs-Méranie en 1251, Gradec a été revendiquée par le duc Ulrich III de Carinthie. Le titre de « ville » est mentionné pour la première fois dans un acte de 1267. Ulrich III était le dernier duc de la maison de Sponheim ; après l'annexion temporaire par le roi Ottokar II de Bohême, ses héritiers étaient les comtes de Goritz-Tyrol puis, en 1335, la maison de Habsbourg. Dans le courant du XVe siècle, Gradec a été intégrée au duché de Styrie au sein de l'Autriche intérieure. 
Au début du XVIe siècle, la ville devint l'un des centres de la Réforme protestante dans les territoires héréditaires des Habsbourg. Cent ans plus tard, la Contre-Réforme a cependant mis fin au protestantisme.
Jusqu'en 1918, la ville de Windischgrätz puis Windischgraz faisait partie de l'empire d'Autriche puis, après le compromis de 1867, de la Cisleithanie au sein de l'Autriche-Hongrie. À partir de 1868, elle fut le chef-lieu du district de même nom, l'un des 20 Bezirkshauptmannschaften de la province de Styrie (sic). Elle était un îlot germanophone à l'intérieur de la région de langue slovène. Avec le recensement de 1880, la population germanophone a été évaluée à 75 % contre 25 % pour la population pratiquant le slovène. Après la fin de la Première Guerre mondiale, la plupart des germanophones quittèrent la ville pour rejoindre l'Autriche ; ceux qui étaient restés ont été expulsés en 1945.

## Patrimoine
Le compositeur Hugo Wolf naquit à Windischgrätz en 1860 ; son lieu de naissance est devenu, aujourd'hui, une école de musique. Près de celle-ci se trouvent l'église paroissiale, sur la grande place. Une de ses chapelles, de style gothique, comporte des fresques datant du milieu du XVe siècle.
En 2003, une fouille archéologique a permis de découvrir les ruines de la plus vieille église de Carinthie, qui date de la période carolingienne.

## Démographie
Entre 1999 et 2009, la population de la commune de Slovenj Gradec est restée proche de 17 000 habitants.
Évolution démographique
| 1999   | 2000   | 2001   | 2002   | 2003   | 2004   | 2005   | 2006   | 2007   | 2008   | 2009   |
| ------ | ------ | ------ | ------ | ------ | ------ | ------ | ------ | ------ | ------ | ------ |
| 16 876 | 16 943 | 16 941 | 16 993 | 17 038 | 16 980 | 17 018 | 17 089 | 17 088 | 16 678 | 16 787 |

## Personnalités

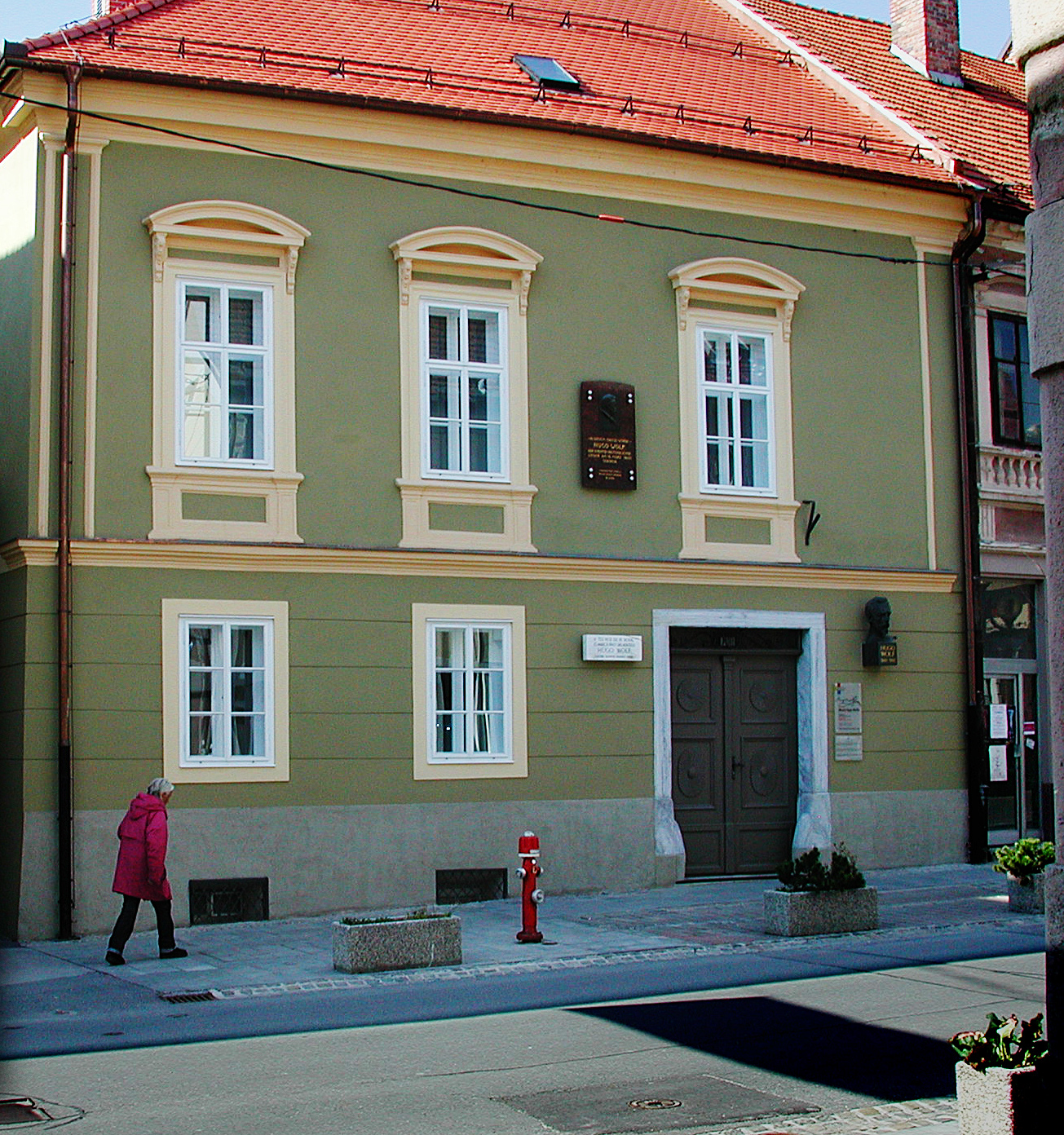
La maison natale de Hugo Wolf.

- Hugo Wolf (1860-1903), compositeur ;
- Ljuba Prenner (1906-1977) avocat et écrivain ;
- Vinko Ošlak (né en 1947), écrivain ;
- Mirko Messner (né en 1948), homme politique ;
- Spasoje Bulajič (né en 1975), footballeur ;
- Boštjan Nachbar (né en 1980), joueur de basket-ball ;
- Katarina Srebotnik (née en 1981), joueuse de tennis ;
- Sašo Fornezzi (né en 1982), footballeur ;
- Marko Šuler (né en 1983), footballeur ;
- Tina Maze (née en 1983), skieuse ;
- Vid Kavtičnik (1984- ), handballeur ;
- Nejc Pačnik (né en 1990), accordéoniste ;
- Janja Garnbret (née en 1999), grimpeuse.

## Relations internationales

### Jumelages
La ville de Slovenj Gradec est jumelée avec :
- Gornji Milanovac (Serbie) depuis 1972
- Český Krumlov (Tchéquie) depuis 1997
- Vöcklabruck (Autriche) depuis 1999
- Hauzenberg (Allemagne) depuis 1999
- Myōkō (Japon) depuis 2001
- Morphou (Chypre) depuis 2008

La ville de Slovenj Gradec a signé une charte de coopération culturelle avec :
- Bardejov (Slovaquie) depuis 2009

## Sport

### Handball
- RK Prevent Slovenj Gradec